# Chrysopilus ornatipennis
Chrysopilus ornatipennis är en tvåvingeart som beskrevs av Enrico Adelelmo Brunetti 1909. Chrysopilus ornatipennis ingår i släktet Chrysopilus och familjen snäppflugor. Inga underarter finns listade i Catalogue of Life.